# Návěstidla švýcarských drah

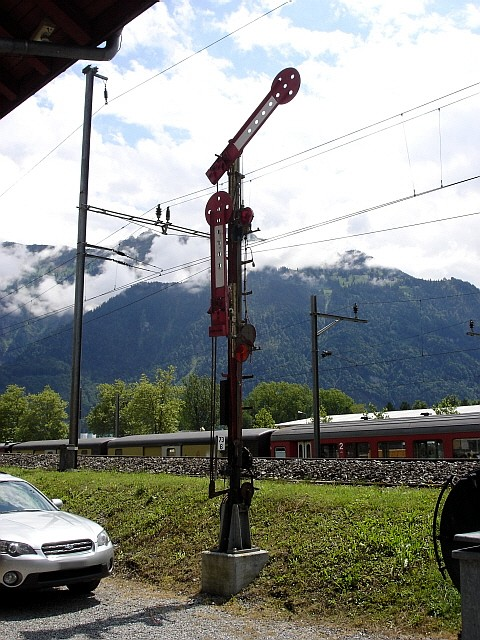
Mechanické návěstidlo
(depo v Interlakenu, Švýcarsko)

Návěstidla švýcarských drah, obecně jako v jiných státech, slouží k řízení drážního provozu předáváním návěstí trvalými nebo proměnnými návěstidly strojvedoucím podle situace na trati.
Švýcarská návěstidla jsou součástí systému používané ve Švýcarsku různými železničními společnostmi. Vzhledem k tomu, že ve Švýcarsku platí jeden společný drážní zákon, vychází tyto návěsti z předpisů SBB. Existují dva hlavní typy signalizace: jeden se používá až do rychlosti 160 km/h, druhý pro signalizaci na tratích s rychlostí nad 160 km/h, kdy se jedná o signalizaci do kabiny strojvedoucího (CAB-Signalling). Tyto návěsti jsou předávány světelnými návěstmi. Dřívější návěstidla byla mechanické konstrukce, v současnosti se již nepoužívají.
Signalizace se řídí závaznými předpisy, která vydává Federální úřad pro dopravu spolu s arbitrem drah.

## Návěstidla pro jízdu vlaků a posun

### Uzávěry koleje
| |  | • 201: stůj - platí pro vlaky i posun - pokud tato návěst ukončuje vlakovou cestu, předchází ji návěst výstraha nebo krátká jízda - návěst je možno kombinovat s trpasličími návěstmi, kdy tato potom zobrazují návěst 233: opatrně |
| • 202: stůj - návěst výkolejky v poloze pro vykolejení nebo odvratné výhybky v postavení na odvratnou kolej - při odklopení výkolejky není zobrazována žádná návěst, při přestavení odvratné výhybky do jízdního směru je zobrazena odpovídající výhybková návěst |  | |

### Přejezdníky a akustické návěsti
| |  | • 205: předvěst přejezdníku - předvěst zabezpečovacího systému přejezdu |
| • 206: přejezdník - blikající žluté světlo indikuje, že zabezpečovací zařízení přejezdu je v činnosti, případně závory jsou zavřeny (sklopeny) - návěstidlo může být doplněno tabulkou s počtem přejezdů, které kryje. Černo-bílá deska na sloupku nemusí být osazena - na některých tratích se používají přejezdníky původního provedení, podobné trojúhelníkovité předvěsti přejezdníku, pouze jednotně v celé trati. |  |                                                                         |
| • 207: pozor - akustický signál upozornění při jízdě nebo posunu (pro vozidla i osoby) - platnost použití signálu může být upravena tabulkou |  |                                                                         |
| • 208: pískejte - nařizuje strojvedoucímu dávat akustickou návěst - platnost použití signálu může být upravena tabulkou |  |                                                                         |

### Rychlostníky

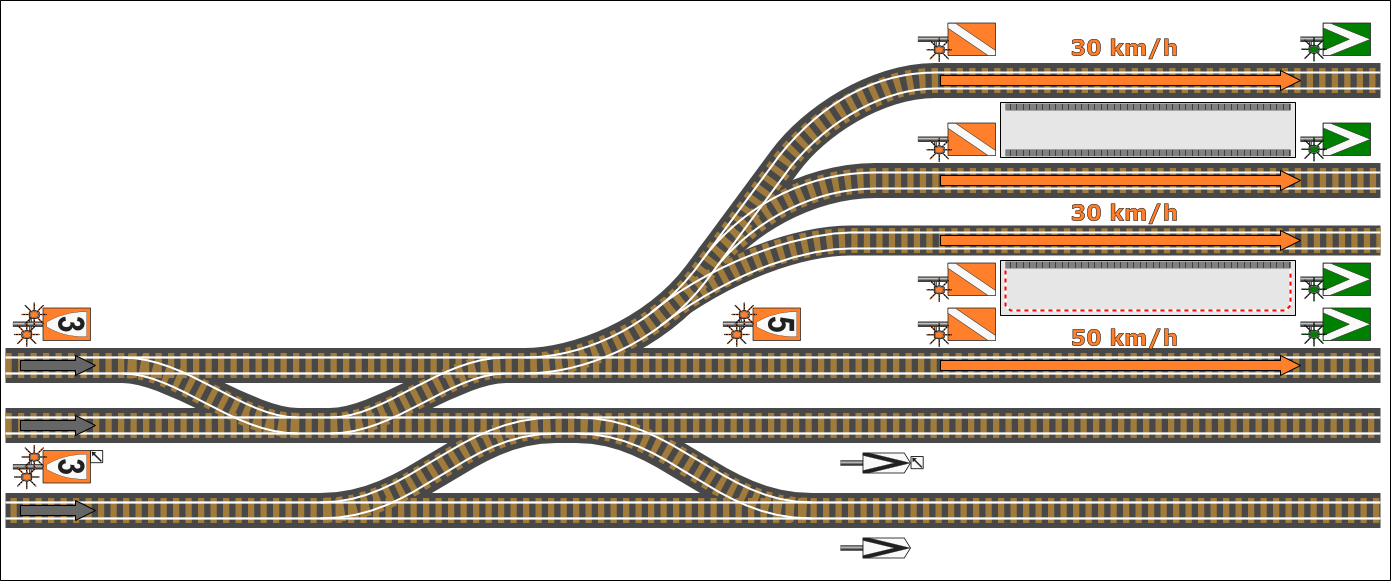
Ukázka umístění návěstidel pro pomalou jízdu

| Pro úseky se sníženou rychlostí |  | |
| |  | • 209: předvěst snížené rychlosti - platí pro všechny vlaky, číslice udává rychlost v km/h • 210: předvěst snížené rychlosti - nižší rychlost (umístěna nahoře) platí pro normální jízdu vlaků a posun - vyšší rychlost (umístěna dole) platí pro vlaky „vyššího řádu“ |
| • 211: začátek snížené rychlosti - určuje začátek úseku se sníženou rychlosti daný předvěstí • 212: konec snížené rychlosti - rychlost možno zvýšit až když poslední vozidlo soupravy mine tuto návěst   |  | |
| |  | |
| Pro soupravy s naklápěcí skříní |  | |
| |  | • 213: předvěst snížené rychlosti - číslice udává rychlost v km/h • 214: začátek snížené rychlosti • 215: konec snížené rychlosti - rychlost možno zvýšit, až když poslední vozidlo soupravy mine tuto návěst.                                                         |
| • 217: vzdálenostní tabulka - na trati: udává kilometráž od kterého místa platí změna rychlosti - na nádraží: na nádraží: používá se podle předpisů provozovatele s uvedením vzdálenosti změny rychlosti |  | |
| |  | |

| Návěstidla pro pomalou jízdu |  | |
| |  | • 218: předvěst pomalé jízdy číslice udává povolenou rychlost v desítkách km/h - v noci dvě blikající žlutá světla • 219: začátek pomalé jízdy - v noci blikající žluté světlo |
| • 220: konec pomalé jízdy zrychlovat je možné až když poslední vozidlo soupravy mine tuto návěst - v noci zelené blikající světlo • 221: zrušení pomalé jízdy - platí od dosažení této návěsti čelem soupravy |  | |
| • 222: doplňková tabulka číselně určuje, pro které koleje je návěst platná • 223, 224, 225: doplňková tabulka pomocí šipek určuje, pro které koleje je návěst platná                                          |  | |
| |  | |
| Jiná rychlostní omezení |  | |
| |  | • 226: povolená rychlost používá se v depu, na kolejových brzdách, vahách apod. • 227: rychlosti pro ozubnici umísťuje se před náběhem ozubnice, cca 150 m • 228: začátek ozubnice - v německy mluvících kantonech A, ve francouzsky mlucících kantonech písmeno C • 229: konec ozubnice - v německy mluvících kantonech E, ve francouzsky mlucících kantonech písmeno F |

### Trpasličí návěstidla
Trpasličí návěstidla jsou určena pro jízdu vlaků i posun. Návěstidla se označují číslem a písmenem. Návěstidla mají trojúhelníkovitý tvar, jsou osazena třemi bílými světly a umisťují se na úroveň terénu, v některých případech na sloupek. Umístění návěstidel se volí tak, aby bylo zřejmé, ke které koleji náleží, zpravidla vlevo. V místech splítky úzkokolejné a normálněrozchodné tratě se návěstidla doplňují tabulkami se znakem "S" pro úzký a znakem "N" pro normální rozchod. Návěstidlo je potom platné pouze pro daný profil drážního vozidla (rozchod).
| |  | • 230: návěstidlo vpravo od koleje - informuje o příslušnosti návěstidla ke koleji vlevo od návěstidla • 231 zadní strana - šipka na zadní straně návěstidla vpravo od koleje ukazuje, ke které koleji návěstidlo náleží, zobrazuje-li návěst posun dovolen nebo opatrně, posun dovolen svítí na zadní straně úlopříčně postavený proužek. |
| • 232: stůj - nařizuje zastavit před návěstidlem • 233: opatrně - zahájení nebo pokračování jízdy, hned za návěstidlem možno očekávat překážku. Další trpasličí návěstidlo (pokud je), může ukazovat stůj nebo opatrně • 234: volno - zahájení nebo pokračování jízdy, další trpasličí návěstidlo ukazuje opatrně nebo volno |  | |

### Návěstidla výhybek
Návěstidla výhybek ukazují, jakým směrem je výhybka postavena, přičemž se rozlišují následující případy:
- návěstidlo ukazuje přímo, pokud je výhybka postavena přímo nebo u obloukových výhybek do směru, ve kterém je povolena vyšší rychlost
- návěstidlo ukazuje do odbočky, pokud je výhybka postavena do polohy pro odbočení z přímého směru nebo u obloukové výhybky do směru s nižší povolenou rychlostí
- návěstidlo ukazuje vlevo nebo vpravo, pokud je oběma směry povolena stejná rychlost

| Jednoduché výhybky - lucerna |  | |
| |  | • 238: jízda přímo • 239 jízda do odbočky - v noci je lucerna uvnitř osvětlena bílým světlem, symboly jsou prosvíceny přes mléčné sklo                                              |
| • 240: výhybka postavena doleva • 241: výhybka postavena doprava - tato návěstidla se použijí u výhybek se stejnou dovolenou rychlostí v obou větvích, v noci je lucerna uvnitř osvětlena bílým světlem, symboly jsou prosvíceny přes mléčné sklo                                                  |  | |
| |  | |
| |  | |
| Jednoduché výhybky - světelná návěst |  | |
| |  | • 242: jízda přímo • 243: jízda do odbočky - poloha postavení výhybky je indikována rozsvícením příslušného symbolu - pokud symbol nesvítí nebo bliká, není výměna v koncové poloze |
| |  | |
| |  | |
| Poloviční křižovatkové výhybky - lucerna |  | |
| |  | • 244: přímo v hlavním směru … nebo … • 245: přímo v hlavním směru |
| • 246: přímo ve vedlejším směru … nebo … • 247: přímo ve vedlejším směru |  | |
| |  | • 248: jízda odbočkou … nebo … • 249: jízda odbočkou |
| |  | |
| |  | |
| Křižovatkové výhybky celé - lucerna |  | |
| |  | • 250: přímo v hlavním směru • 251: přímo ve vedlejším směru |
| • 252: jízda odbočkou • 253: jízda odbočkou |  | |
| |  | |
| |  | |
| Samovratné výhybky |  | |
| |  | • 254: výhybka sjízdná - svítí-li bílé světlo, jazyky výhybky jsou v koncové poloze / nesvítí-li nebo bliká-li, jazyky výhybky nejsou v koncové poloze                              |
| • 255, 257: výhybka postavena v základní poloze - indikace polovičním zeleným polem lucerny … nebo … • 256, 258: výhybka postavena v základní poloze - indikace tabulkou s písmenem "A" (němčina) nebo "T" (francouzština, italština) - tyto návěsti povolují jízdu do samovratné výhybky po hrotu |  | |
| • 259, 260: námezník - udává místo, kde se ještě mohou bezpečně míjet kolejová vozidla na sbíhajících se kolejí u výhybky. Na úzkokorozchodných drahách s přepravou normálněrozchodných vozidel mohou být použity zvláštní námezníky pro normální a úzkorozchodná vozidla                          |  | |
| • 261: hranice úseku zjišťování volnosti koleje - označuje místo, kam až může vozidlo zajet, pokud nejsou ve směru jízdy postaveny příslušné výhybky, odklopeny výkolejky a podobně |  | |
| |  | |

### Tabulky a značky
| Upozorňovadla na traťová zařízení vlakového zabezpečovače |  | |
| |  | Tabulky traťové části vlakového zabezpečovače • 262: kontrola úrovňových přejezdů - vlakový zabezpečovač je spojen s kontrolou funkce přejezdové signalizace (návěst zabezpečovače odpovídá stavu přejezdu) • 263: traťové zařízení není u příslušného hlavního návěstidla nebo návěstidlo neexistuje • 264: kontrola rychlosti prostřednictvím vlakového zabezpečovače Při nedostatku místa mohou být tabulky orientovány vertikálně. |
| Tabulky zařízení • 265, 266: začátek/konec úseku s kolejovými impulsními přijímači |  | |
| Nádražní tabulky • 267, 268: začátek/konec obvodu stanice - u typu návěstidel "N" se používá vždy, u typu návěstidel "L" se používá podle potřeby - na tabulce je uvedena zkratka názvu stanice                  |  | |
| |  | |
| Sklonovníky a kilometrovníky |  | |
| |  | Sklonovníky • 269: stoupání – větší číslice udávají sklon, nižší délku úseku - zde 10 ‰ v úseku 1250 m • 270: klesání 20 ‰ v úseku 245 m • 271: vodorovná trať v úseku 1000 m |
| Kilometrovníky • 272: kilometrovník 23 km • 273: hektometrovník 23,6 km = 23 km + 6×100 m • 274: metrovník 23.623 m = 23×1000 + 6×100 m + 23 m                                                                   |  | |
| |  | |
| Kanál radiostanice |  | |
| |  | Bezdrátová komunikace • 275: Kanál - kanál rádiové nebo mobilní komunikace |
| Telefon • 276: označení místa s telefonem, v tunelu osvětlené • 277: indikace vyzvánění telefonu - povinnost strojvedoucího spojit se s dispečerem platí pro zastavující vlaky a posun - bílý blikající znak "T" |  | |

## Návěstidla pro posun
Návěsti pro posun se používají pro řízení posunu a k zajištění bezpečnosti provozu mezi posunem samým a ostatní dopravou. Návěst se zobrazuje jako světelný bod nebo kombinace bodů bílé barvy na desce návěsti.
| |  | • 301: návěstidlo pro posun vpravo od koleje – šipka ukazuje na kolej, pro kterou návěstidlo platí • 302: zadní strana na zadní straně svítí bílý bod, pokud návěst z čelní strany ukazuje návěst dovolující posun                                                                  |
| • 303, 304: stůj pro posun - posunující díl musí zastavit před návěstidlem nebo námezníkem, platí-li návěstidlo pro více kolejí • 305, 306: volno pro posun zahájení nebo pokračování jízdy posunujícího dílu                                               |  | |
| Platnost návěsti uvolnění se řídí místními provozními předpisy. • 307, 308: uvolněte vlakovou cestu přikazuje uvolnit úsek vlakové cesty, který návěstidlo kryje • 309, 310: posun dovolen – do úseku, který kryje návěstidlo, není postavena vlaková cesta |  | |
| |  | |
| |  | • 332: komunikace - povinná komunikační sloupek pro spojení s dispečerem, povinnost odpadá, pokud následující návěstidlo povoluje jízdu • 333: komunikace komunikační sloupek pro spojení s dispečerem v případě potřeby. Pokud je spojení vyžadováno, bliká na vrcholu bílé světlo |
| • 324: úzký profil |  | |
| |  | |
| návěstidla pro svážný pahrbek |  | |
| |  | • A301: zpět – pokyn k posunu směrem od návěstidla • A302: stůj – stůj pro posun |
| • A304: sunout – sunout ke svážnému pahrbku • A306: sunout rychleji |  | |
| • A308: zpět • A309: zpět - starší provedení |  | |
| |  | • A303: stůj stůj pro posun - starší provedení |
| • A305: sunout - starší provedení • A307: sunout rychleji - starší provedení |  | |

## Návěstidla pro přípravu vlaku
| Zkouška brzdy                      |  |                 |
|                                    |  | • 401: zabrzdit |
| • 402: zabrzdit magnetickou brzdou |  |                 |
| • 403: odbrzdit                    |  |                 |
| • 404: brzdy v pořádku             |  |                 |

## Návěstidla pro jízdu vlaků
Světelná návěstidla jsou ve Švýcarsku používána dvou soustav: L a N. Obě skupiny se dělí na předvěsti, které předvěstí návěst na hlavním návěstidle (následujícím návěstidle ve směru jízdy), ale nemají příkaz stůj, a na hlavní návěstidla, která mohou zobrazit návěsti jako předvěsti i příkaz stůj. Návěstidla soustavy L předvěstí a návěstí rychlost kombinací barevných světel, návěstidla soustavy N kombinací jediného světla a číslice.

### Návěstidla soustavy L

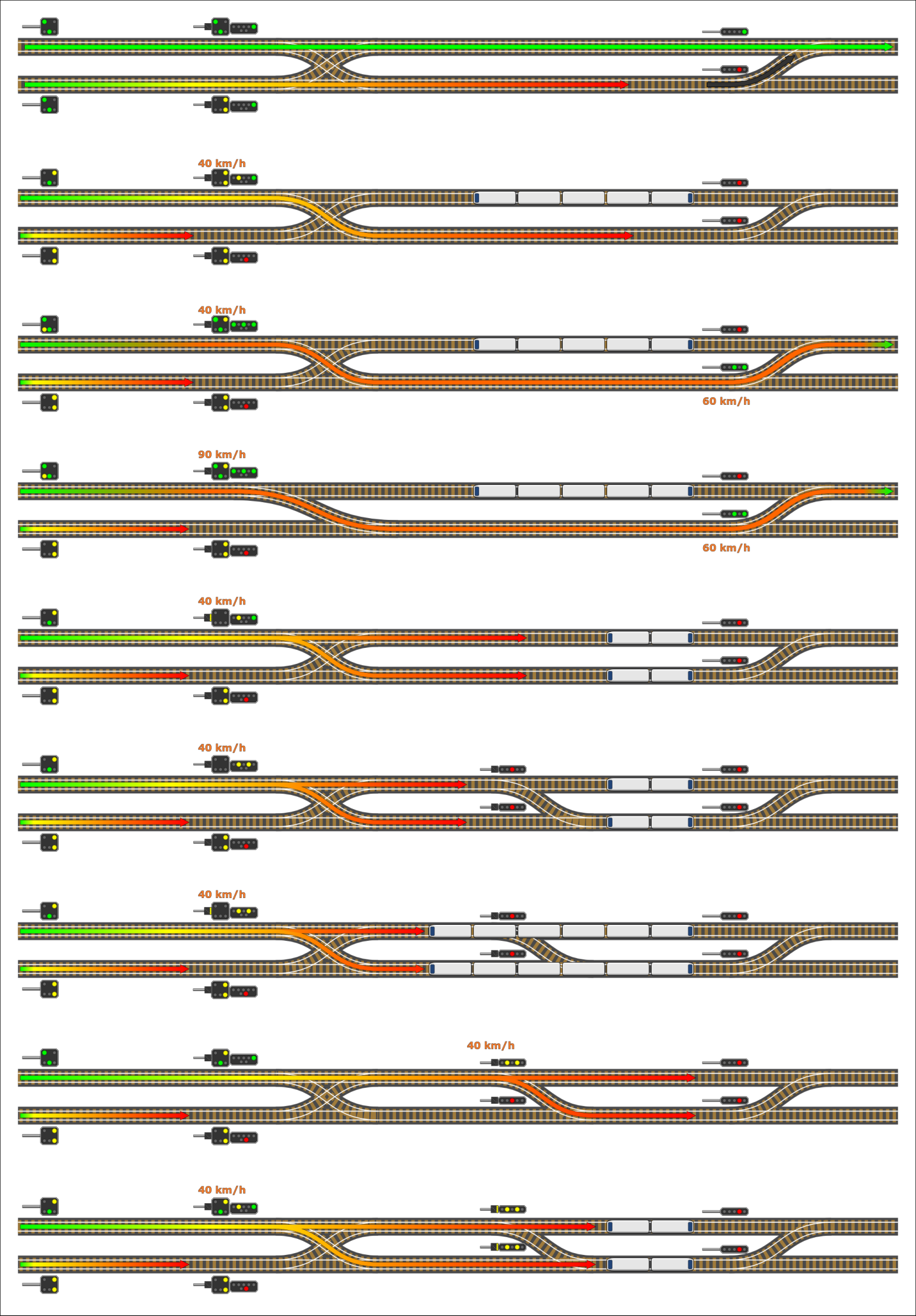
Příklady návěstí, návěstidla typu L

| Předvěst |  | |
| |  | Předvěsti typu L jsou tvořena několika barevnými světly umístěnými na čtvercové nebo obdélníkové desce. |
| Kombinací světel je možno vyjádřit: • výstraha (zastavit u hlavního návěstidla) • rychlostní předvěst (rychlost od následujícího návěstidla) • rychlostní příkaz (rychlost od tohoto návěstidla) • předvěst volno • volno                                          |  | |
| Vyobrazení Xx07-Xx10: rozmístění barevných světel předvěsti, podle předávaných návěstí nemusí být všechna světla osazena. |  | |
| |  | |
| Hlavní návěstidlo |  | |
| |  | Hlavní návěstidla soustavy L jsou tvořena několika barevnými světly umístěnými ve sloupci nebo na čtvercové nebo obdélníkové desce. |
| Kombinací rozsvícení světel je možno vyjádřit: • stůj • výstraha (zastavit u hlavního návěstidla) • rychlostní předvěst (rychlost od následujícího návěstidla) • rychlostní příkaz (rychlost od tohoto návěstidla) • předvěst volno • volno • pomalu, krátká jízda |  | |
| U hlavních návěstidel, která jsou tvarově shodná s předvěstí (Xx11-Xx13), se používá bílá deska s černým orámováním a černým bodem ve středu. Deska se osazuje nad návěstidlo.                                                                                     |  | |
| Vyobrazení Xx01-Xx06, Xx11-Xx13: rozmístění světel hlavního návěstidla, podle předávaných návěstí nemusí být všechna světla osazena. |  | |
| |  | |
| Předvěst a hlavní návěstidlo v jednom místě |  | |
| |  | Předvěst kombinovaná s hlavním návěstidlem je vždy předvěstí následujícího návěstidla. |
| • 513: stůj (předvěst zobrazuje výstrahu pokud hlavní návěstidlo na stejném místě ukazuje stůj) … nebo … • 514: stůj (předvěst je zhasnuta pokud hlavní návěstidlo na stejném místě ukazuje stůj)                                                                  |  | |
| • 515: pomalu, krátká jízda (předvěst je zhasnuta pokud hlavní návěstidlo ukazuje pomalu, krátká jízda) |  | |
| |  | |
| Mini- návěstidlo (trpasličí) |  | |
| |  | Mimo hlavních návěstidel normální velikosti se používají mini- hlavní návěstidla, která jsou určena pro kolejiště pro nákladní dopravu s maximální rychlostí nejvýše 40 km/h. Mini- hlavní návěstidla se umisťují v úrovni země nebo nad trpasličí návěstidla, jsou platná pouze pro jednu kolej, mají pouze dvě světla a mohou zobrazovat pouze návěsti stůj a výstraha. |
| • 506, 507: hlavní návěstidla normální velikosti |  | |
| • 512: mini- návěstidlo (horní) osazené na trpasličím návěstidle (spodní) |  | |
| |  | |

### Návěstidla soustavy N

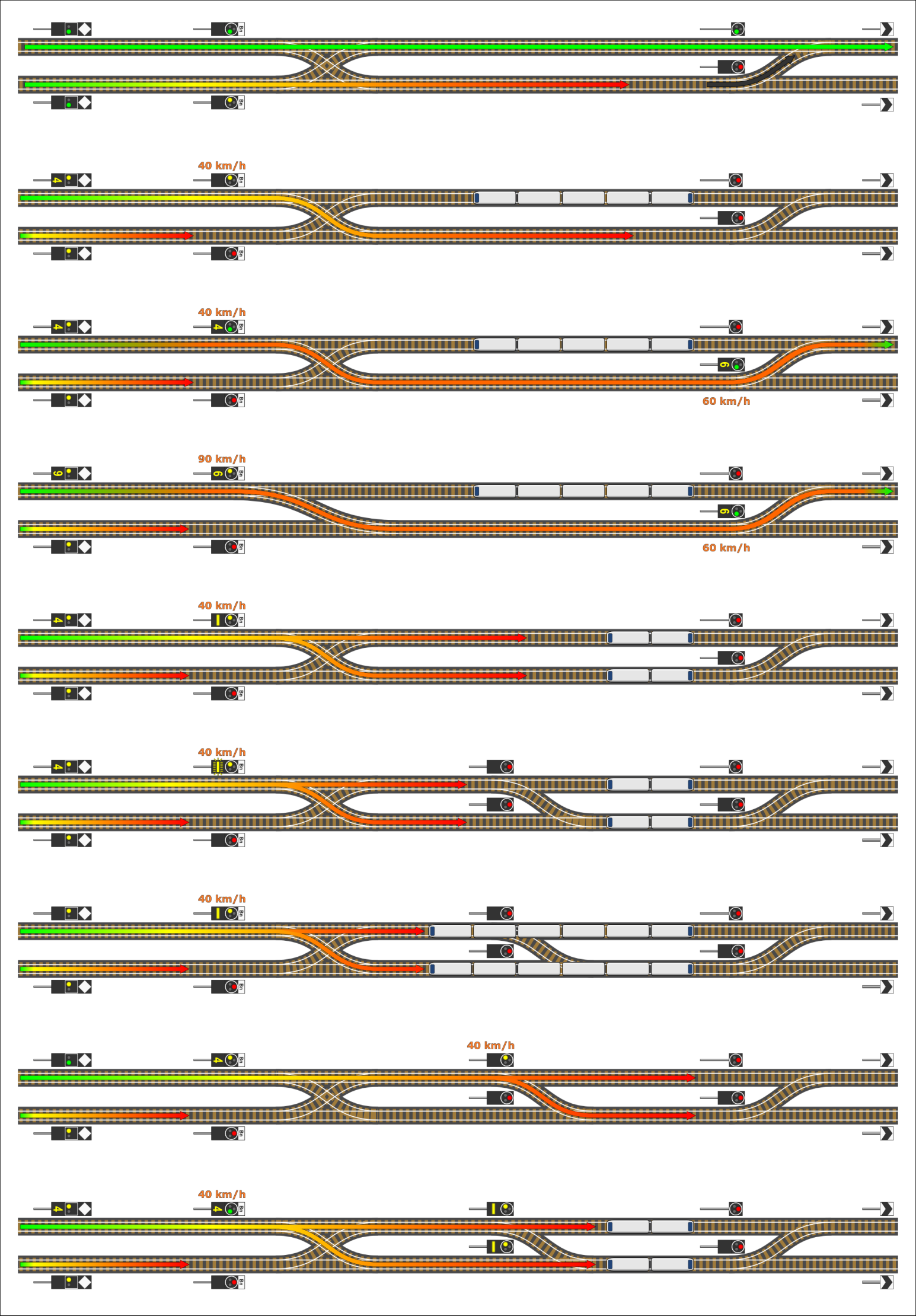
Příklady návěstí soustavy N

| Předvěst |  | |
| |  | Předvěsti soustavy N jsou tvořena dvěma barevnými světly umístěnými na čtvercové nebo obdélníkové desce.                                    |
| Kombinací rozsvícení světel je možno vyjádřit: • výstraha (zastavit u hlavního návěstidla) • rychlostní předvěst (rychlost od následujícího návěstidla) • rychlostní příkaz (rychlost od tohoto návěstidla) • volno                                                                            |  | |
| Pokud je viditelnost návěstidla omezena, použije se opakovací předvěst, která je označena reflexní tabulkou se dvěma černými hvězdami (vyobrazení 505). Zábrzdná vzdálenost k návěstidlu již v tomto případě není zaručena.                                                                    |  | |
| Vyobrazení Xx20-Xx21: rozmístění barevných světel předvěsti, podle předávaných signálů, nemusí být všechna světla osazena. |  | |
| |  | |
| Hlavní návěstidlo |  | |
| |  | Hlavní návěstidla soustavy N jsou tvořena třemi barevnými světly umístěnými v kruhovém orámování na čtvercové desce nebo obdélníkové desce. |
| Kombinací rozsvícení světel je možno vyjádřit: • stůj • výstraha (zastavit u hlavního návěstidla) • rychlostní předvěst (rychlost od následujícího návěstidla) • rychlostní příkaz (rychlost od tohoto návěstidla) • volno • pomalu, krátká jízda • jízdu na obsazenou kolej • pomocnou návěst |  | |
| Vyobrazení Xx25-Xx26: rozmístění barevných světel hlavního návěstidla, podle předávaných návěstí nemusí být všechna světla osazena. |  | |

### Identifikace návěstidel
| |  | • 516, 517: hlavní návěstidla jsou označena tabulkou s písmenem a číslem příslušné koleje |
| • 519 předvěsti jsou označena stejně, jako návěstidlo, pro které platí. Tabulka je doplněna hvězdičkou, opakovací předvěsti jsou označeny dvěma nebo třemi hvězdičkami |  |                                                                                           |

### Návěsti hlavních návěstidel

#### Základní návěsti
| Výstraha |  | |
| |  | • 519: výstraha (L předvěst) snížení rychlosti, další návěstidlo ukazuje stůj • 520: výstraha (L hlavní návěstidlo) snížení rychlosti, další návěstidlo ukazuje stůj                                                      |
| • 521: výstraha (N hlavní návěstidlo) snížení rychlosti, další návěstidlo ukazuje stůj • 522: výstraha (N předvěst) snížení rychlosti, další návěstidlo ukazuje stůj • 523: předvýstraha (N hlavní návěstidlo) snížení rychlosti, druhé následující hlavní návěstidlo ukazuje stůj - od dalšího návěstidla ukazující výstraha není zaručena zábrzdná vzdálenost |  | |
| • 522.1: výstraha (L mini- hlavní návěstidlo) snížení rychlosti, další návěstidlo ukazuje stůj |  | |
| |  | |
| Stůj |  | |
| |  | • 524: stůj (L hlavní návěstidlo sloupcové) zastavit před návěstidlem, předchozí návěstidlo ukazuje výstraha • 525: stůj (L hlavní návěstidlo čtvercové) zastavit před návěstidlem, předchozí návěstidlo ukazuje výstraha |
| • 526: stůj (N hlavní návěstidlo) zastavit před návěstidlem, předchozí návěstidlo ukazuje výstraha |  | |
| Výjimka pro 524, 525, 526: předchozí návěstidlo může zobrazovat krátká jízda nebo mu může předcházet upozorňovadlo na návěstidlo bez předvěsti |  | |
| • 527: stůj (L mini- návěstidlo) zastavit před návěstidlem, předchozí návěstidlo ukazuje výstraha |  | |
| |  | |
| Předvěst volno |  | |
| |  | • 528, 529: předvěst volno (L předvěst) od dalšího návěstidla je možno jet traťovou rychlostí |
| |  | |
| |  | |
| |  | |
| |  | |
| Volno |  | |
| |  | • 530: volno (L hlavní návěstidlo sloupcové) možno jet traťovou rychlostí • 531: volno (L hlavní návěstidlo čtvercové) možno jet traťovou rychlostí                                                                       |
| • 532: volno (N hlavní návěstidlo) možno jet traťovou rychlostí |  | |
| • 533: volno (N předvěst) možno jet traťovou rychlostí |  | |
| |  | |
| Rychlostní předvěst |  | |
| |  | |
| • 534: očekávej 40 km/h (L předvěst) od následujícího návěstidla nebo přidružení výhybky platí rychlost 40 km/h • 535: očekávej 40 km/h (L hlavní návěstidlo) od následujícího návěstidla nebo přidružení výhybky platí rychlost 40 km/h - u úzkokolejných tratí může být rychlost nižší podle předpisu                                                         |  | |
| • 536: očekávej 60 km/h (L předvěst) od následujícího návěstidla nebo přidružení výhybky platí rychlost 60 km/h • 537: očekávej 60 km/h (L hlavní návěstidlo) od následujícího návěstidla nebo přidružení výhybky platí rychlost 60 km/h - u úzkokolejných tratí může být rychlost nižší podle předpisu                                                         |  | |
| |  | |
| • 538: očekávej 90 km/h (L předvěst) od následujícího návěstidla nebo přidružení výhybky platí rychlost 90 km/h • 539: očekávej 90 km/h (L hlavní návěstidlo) od následujícího návěstidla nebo přidružení výhybky platí rychlost 90 km/h - u úzkokolejných tratí může být rychlost nižší podle předpisu                                                         |  | |
| Rychlostní předvěst návěstidel soustavy "N" obsahuje proměnný znak, číslici ×10, určující povolenou rychlost |  | |
| • 540: očekávej n×10 km/h (N předvěst) od následujícího návěstidla platí rychlost podle zobrazené číslice ×10 km/h • 541: očekávej n×10 km/h (N hlavní návěstidlo) od následujícího návěstidla platí rychlost podle zobrazené číslice ×10 km/h |  | |
| |  | |

| Rychlostní příkaz |  |
| |  |
| • 542: rychlost 40 km/h (L hlavní návěstidlo sloupcové) od tohoto návěstidla platí rychlost 40 km/h • 543: rychlost 40 km/h (L hlavní návěstidlo čtvercové) od tohoto návěstidla platí rychlost 40 km/h - u úzkokolejných tratí může být rychlost nižší podle předpisu |  |
| • 544: rychlost 60 km/h (L hlavní návěstidlo sloupcové) od tohoto návěstidla platí rychlost 60 km/h • 545: rychlost 60 km/h (L hlavní návěstidlo čtvercové) od tohoto návěstidla platí rychlost 60 km/h - u úzkokolejných tratí může být rychlost nižší podle předpisu |  |
| |  |
| • 547: rychlost 90 km/h (L hlavní návěstidlo sloupcové) od tohoto návěstidla platí rychlost 90 km/h • 548: rychlost 90 km/h (L hlavní návěstidlo čtvercové) od tohoto návěstidla platí rychlost 90 km/h - u úzkokolejných tratí může být rychlost nižší podle předpisu |  |
| Rychlostní návěst návěstidel typu "N" obsahuje proměnný znak, číslici ×10, určující povolenou rychlost |  |
| • 549: rychlost n×10 km/h (N hlavní návěstidlo) od tohoto návěstidla platí rychlost podle zobrazené číslice ×10 km/h |  |
| |  |
| Krátká jízda |  |
| |  |
| • 550: rychlost 40 km/h (L hlavní návěstidlo sloupcové) od tohoto návěstidla nebo příslušné výhybky platí rychlost 40 km/h • 551: rychlost 40 km/h (L hlavní návěstidlo čtvercové) od tohoto návěstidla nebo příslušné výhybky platí rychlost 40 km/h - u úzkokolejných tratí může být rychlost nižší podle předpisu - další návěstidlo následuje ve zkrácené vzdálenosti (nedostatečná zábrzdná vzdálenost) a zobrazuje stůj. Také může následovat uzávěra koleje nebo konec koleje s červeným světlem |  |
| • 552: rychlost 40 km/h (N hlavní návěstidlo) od tohoto návěstidla a přes přidružené výhybky platí rychlost 40 km/h (žlutý pruh bliká) - další návěstidlo následuje ve zkrácené vzdálenosti (nedostatečná zábrzdná vzdálenost) a zobrazuje stůj. Také může následovat uzávěra koleje nebo konec koleje s červeným světlem |  |

#### Doplňkové návěsti
| Jízda na obsazenou kolej |  | |
| |  | |
| • 553: obsazená kolej (L hlavní návěstidlo sloupcové) v následujícím úseku je možno očekávat překážku na kolejích - návěstidlo přitom ukazuje návěst 40 km/h nebo krátká jízda - pokud je ve stejném místě osazena předvěst, tato je zhasnuta |  | |
| • 554: obsazená kolej (N hlavní návěstidlo) v následujícím úseku je možno očekávat překážku na kolejích - návěstidlo ukazuje návěst výstraha - předchozí návěstidlo ukazuje návěst 40 km/h nebo očekávej 40 km/h                              |  | |
| |  | |
| Světelné znaky |  | |
| |  | • 555: omezený prostor (L hlavní návěstidlo sloupcové) indikuje vjezd do stanice s omezeným prostorem, např. na kolej blíže ke staniční budově nebo současný vjezd vlaků - příslušné návěstidlo zobrazuje návěst 40 km/h nebo krátká jízda - pokud je ve stejném místě osazena předvěst, tato je zhasnuta |
| • 556: číslo koleje zobrazuje číslo koleje, pro kterou je návěst platná - umisťuje se na skupinové, sloupové hlavní návěstidlo typu L ve spojení s návěstí 561 - tabulka s číslem koleje                                                      |  | |
| • 557: směrový signál vlaková cesta je postavena z nebo na příslušnou skupinu kolejí nebo směr - umisťuje se na hlavní návěstidlo typu L |  | |
| • 558: příkazová šipka ukazuje ke koleji, pro kterou je návěst platná - umisťuje se na skupinové, sloupové hlavní návěstidlo typu L |  | |
| • 559: jízdní indikáor indikuje, že hlavní návěstidlo zobrazuje jízdní návěst (povolení jízdy) pro tuto kolej ve spojení s návěstí 560 - tabulka s indikátorem                                                                                |  | |
| |  | |
| Tabulky pro skupinové koleje |  | |
| |  | |
| • 560: tabulka s indikátorem (dolní) – umisťuje se na vjezdu do nádraží i na odjezdových kolejích jako místo zastavení - není-li na hlavním návěstidle zobrazena návěst povolující jízdu, je místem zastavení                                 |  | |
| • 561: tabulka s číslem koleje (horní) – umisťuje se na vjezdu do nádraží i na odjezdových kolejích (Im = In dem erste gleise) - jízda vlaku je potom povolena podle návěsti 556 - číslo koleje                                               |  | |
| • 562: tabulka s číslem koleje s tabulkou místa zastavení – jako 561, ve spojení s tabulkou místa zastavení, návěst 578 |  | |
| |  | |
| Návěsti pro kusé koleje |  | |
| |  | |
| • 571, 573: kusá kolej (ve dne) pro jízdu vlaku stůj před výhybkou postavenou na kusou kolej • 572, 574: kusá kolej (v noci) |  | |
| • 575: kusá kolej (ve dne) pro jízdu vlaku stůj před výhybkou vedoucí na kusou kolej • 576: kusá kolej (v noci) |  | |

## Orientační tabule v místech chybějících návěstidel
Orientační tabule se osazují jako náhrada předvěsti nebo vjezdového návěstidla.
| |  | • 563: chybějící předvěst vjezdového návěstidla - umisťuje se v zábrzdné vzdálenosti před vjezdovým návěstidlem - na vjezdovém návěstidle nutno očekávat stůj |
| • 564: chybějící vjezdové návěstidlo - umisťuje se v zábrzdné vzdálenosti před první staniční výhybkou |  | |

## Informační tabulky pro jízdu vlaku
| |  | • 565: zastávka umisťuje se v zábrzdné vzdálenosti před středem zastávky • 566: požadavek zastavení umisťuje se v zastávkách nebo stanicích se zastavením na požádání - stůj pro vlaky s odpovídající poznámkou v jízdním příkaze -starší návěstidla mají jen jedno světlo |
| • 567: omezení rychlosti (až) na první výhybce pro návěstní soustavu typu "L" – omezení rychlosti platí až od první výhybky, umisťuje se na předvěsti vjezdového návěstidla • 568: upozornění na vjezdové návěstidlo pro návěstní soustavu typu "N" určuje, že další návěstidlo je vjezdové • 569: traťová rychlost pro návěstní soustavu typu "N" – od tabulky platí traťová rychlost, umísťuje se před hlavní návěstidlo • 570: upozornění na vliv vlakového zabezpečovače umísťuje se před nebo přímo na předvěst vlakový zabezpečovač účinkuje mimo návěsti výstraha i při dalších jednotlivých návěstech. |  | |
| |  | |
| |  | • 577: místo zastavení pro všechny vlaky osobní dopravy • 578: místo zastavení číslice ×100 udává délku vlakové soupravy v metrech, pro kterou je místo zastavení platné • 579: tabulka počtu náprav číslice udává počet náprav vlakové soupravy, pro kterou je místo zastavení platné • 580: tabulka délky vlaku číslice udává délku vlakové soupravy v metrech, pro kterou je místo zastavení platné |
| Pokud počet náprav nebo délka vlaku přesně neodpovídá údaji na tabulce, posune se místo zastavení odpovídajícím způsobem. Délka vlaku se udává včetně hnacího vozidla. |  | |

## Odjezdové návěsti
|  |  | • 581: odjezd povolen – sděluje souhlas s odjezdem |
|  |  |                                                    |
|  |  |                                                    |

## Kabinové návěsti
| |  | • 601: kabinová signalizace začátek - začátek úseku -stůj pro vlak, jehož stanoviště strojvedoucího není vybaveno kabinovou návěstní signalizací a/nebo strojvedoucí nemá oprávnění pro jízdu s touto signalizací • 602: kabinová signalizace konec - konec úseku - další jízda podle konvenčních návěstidel |
| • 603: tabule hlavní návěstidlo pokud není povolení k další jízdě, zastavit před touto návěstí - šipka ukazuje ke koleji pro kterou je návěst platná |  | |
| |  | |

## Návěsti pro elektrickou trakci
| pro zdvižení sběrače |  | |
| |  | • 703: předvěst stáhnout upozorňuje na následující návěst stáhnout • 704: stáhnout – stůj pro vozidlo se zdviženým sběračem - návěst je možno použít i bez předvěsti stáhnout na nádražích a vlečkách                                                                             |
| • 705: stáhnout – návěst proměnného návěstidla používaného ve stanicích a připojovacích kolejích • 706: zvednout konec příkazu stáhnout |  | |
| • 707: příkaz zdvihnout konec příkazu stáhnout, od tohoto místa musí mít (vybavené) stroje zdvižený sběrač |  | |
| |  | |
| pro ochranu okruhů |  | |
| |  | • 708: předvěst vypni proud upozorňuje na následující návěst vypni proud • 709: předvěst vypni proud na proměnném návěstidle |
| • 710: vypni proud přikazuje rozepnout hlavní spínač • 711: vypni proud na proměnném návěstidle |  | |
| • 712: zapni proud povoluje sepnout hlavní spínač • 711: zapni proud na proměnném návěstidle |  | |
| |  | |
| pro oddělení trakce |  | |
| |  | • 714: rozhraní okruhů indikuje místo rozhraní trakčních okruhů - v tomto místě musí být sběrač již stažen - průjez se zdviženým sběračem je zakázán - pokud je dělení propojené, svítí, je-li to technicky možné, na předvěsti i návěstidle na začátku dělení návěst zapni proud |
| • 715: neutrální úsek odděluje dvě trakční soustavy, používá se na nádražích se zónami s přepínatelným napájením - v jízdě se nesmí pokračovat se zdviženým sběračem - neplatí v případě, že sběrač je přizpůsoben pro obě trakce a je vypnut hlavní vypínač                                    |  | |
| • 716: trakční soustava proměnný signál v zónách s přepínatelným napájením udávající aktuální trakční soustavu 0= vypnuto / 11= 11kV, 16,7 Hz / 15= 15kV, 16,7 Hz / 25= 25kV 50 Hz / 3= 3kV stejnosměrné / 1= 1,5 kV stejnosměrné                                                               |  | |
| • 717: změna napájecí soustavy horní číslice udává trakční soustavu před neutrálním polem, dolní číslice udává trakční soustavu za neutrálním polem - v jízdě se nesmí pokračovat se zdviženým sběračem - neplatí v případě, že sběrač je přizpůsoben pro obě trakce a je vypnut hlavní vypínač |  | |
| • 718: konec neutrálního pole označuje konec neutrálního pole mezi soustavami, číslice udává typ soustavy, která následuje za neutrálním polem |  | |

## Přivolávací návěsti
| přivolávací návěst | přivolávací návěst | - povoluje další jízdu jako jízdu podle rozhledu. |
| |                    | • 807: přivolávací návěst (hlavní návěstidlo "L") červené světlo doplněné proměnným znakem (dolní) - u dalšího návěstidla se očekává signál stůj nebo výstraha, jde-li o samostatnou předvěst |
| • 808: přivolávací návěst (hlavní návěstidlo "N") blikající červené světlo - u dalšího návěstidla se očekává signál stůj resp. výstraha. Po tabulce traťová rychlost (569) návěstidlo s návěstí stůj nenásleduje. |                    | |
| • 809: přivolávací návěst (hlavní návěstidlo "L") blikající červené světlo - u dalšího návěstidla se očekává signál stůj nebo výstraha, jde-li o samostatnou předvěst |                    | |
| • 810: přivolávací návěst s přídavnou návěstí při poruše přejezdu (hlavní návěstidlo "L") blikající červené světlo s doplňkovou návěstí, povolení další jízdy přes přejezd v poruše, ostatní prvky vlakové cesty a příslušných traťových oddílů fungují normálně. Pokud je kontrolováno více přejezdů, je jejich počet udán číslicí na doplňkové návěsti. Návěsti může předcházet předvěst s návěstí výstraha. |                    | |

## Neplatná návěstidla
|                                                                          |  | • 901: 'neplatné návěstidlo' na návěstidle je osazen černo-bílý kříž |
| • 902: neplatné návěstidlo návěstidlo je zakryto, zahaleno               |  |                                                                      |
| • 903: neplatné návěstidlo neplatná část návěstidla je označena křížem   |  |                                                                      |
| • 904: neplatné návěstidlo neplatná část návěstidla je zakryta, zahalena |  |                                                                      |

## Dočasně platná návěstidla
|  |  | • 905, 906: 'dočasně platné návěstidlo černě lemovaný bílý trojúhelník - zhasnutá návěst nemá žádný význam (ani není v poruchovém stavu) |
|  |  | |

## Mechanická návěstidla
Mechanická návěstidla patří do skupiny proměnných návěstí. V současnosti na švýcarských drahách nepoužívají a byla vytlačena nástupem světelných návěstidel.
| Návěstidla pro jízdu vlaků |  | |
| |  | • A201: stůj - horní rameno vodorovně, spodní v zákrytu (pokud je osazeno) - v noci jedno červené světlo |
| • A202: volno - rychlost podle traťového předpisu, horní rameno šikmo, spodní v zákrytu - pokud je osazeno) - v noci zelené světlo                |  | |
| • A203: volno do odbočky - rychlost max. 40 km/h nebo nižší podle traťového předpisu, obě ramena šikmo - v noci horní zelené světlo, spodní žluté |  | |
| |  | |
| Návěstidla pro posun |  | |
| |  | • A204: posun zakázán - ramena postavena ve tvaru kříže - v noci modré světlo                            |
| • A205: posun dovolen - ramena v zákrytu - v noci bílé světlo                                                                                     |  | |